# Alloporus fallax
Alloporus fallax är en mångfotingart som beskrevs av Carl Graf Attems 1934. Alloporus fallax ingår i släktet Alloporus och familjen Spirostreptidae. Inga underarter finns listade i Catalogue of Life.